# Emporium (oudheid)
Een emporium (gelatiniseerde vorm van τὸ ἐμπόριον) was in de oudheid een plaats waar goederen die overzees vervoerd waren, verhandeld werden. De naam werd soms ook gebruikt voor havensteden in hun geheel, maar het sloeg enkel op één bepaalde locatie in die stad.
Het woord τὸ ἐμπόριον is afgeleid van ἔμπορος (oorspronkelijk iemand die meevoer als passagier op het schip van een ander; later iemand die handel dreef met het buitenland en ze vervolgend verkocht aan κάπηλος (cf. kleinhandelaar).
In Athene stonden deze emporia onder het beheer van jaarlijks verkozen magistraten (ἐπιμεληταὶ του ἔμπόρίου). De emporia werd ook "geëxporteerd" naar Rome waar men nog steeds overblijfselen van emporia kan terugvinden.
De oorspronkelijke naam van Empúries was Ἐμπόριον.

## Referentie
- W. Smith, art. emporium, W. Smith (ed.), Dictionary of Greek and Roman Antiquities, Londen, 1870, p. 459.